# Петер Кригер
Петер Кригер (Турну Северин, око 1910 — Минхен, 1945), помоћник команданта логора Бањица.

## Биографија
Рођен је око 1910. године у Турну Северину, али се са породицом преселио у Црвенку, код Куле. Касније се преселио у Београд, где је у годинама пре Другог светског рата радио као разносач робе у робној кући „Митић”.
За време немачке окупације, радио је у логору на Бањици. Најпре је био спроводник и кључар, а потом и помоћник команданта логора Светозара Вујковића. Због своје окрутности према логорашима, а посебно логорашицама, прозвали су га „Керуша”.
Почетком септембра 1944. године напустио је окупирани Београд. У Немачкој је био ухапшен од савезничких снага. Приликом саслушања у Минхену, извршио је самоубиство скоком кроз прозор.
Ауторима ТВ серије „Отписани” делимично је послужио као инспирација за лик мајора Кригера, кога је тумачио глумац Стево Жигон.